# 斯蒂娜·莉塞·哈特斯塔
斯蒂娜·莉塞·哈特斯塔（挪威語：Stine Lise Hattestad，1966年4月30日—），挪威女子自由式滑雪运动员。她曾代表挪威参加1992年和1994年冬季奥林匹克运动会自由式滑雪比赛，共获得一枚金牌和一枚铜牌。